# Hadise
 (février 2024).
Si vous disposez d'ouvrages ou d'articles de référence ou si vous connaissez des sites web de qualité traitant du thème abordé ici, merci de compléter l'article en donnant les références utiles à sa vérifiabilité et en les liant à la section « Notes et références ».
Hadise Açıkgöz, plus connue sous le nom de Hadise, est une présentatrice, compositrice et chanteuse turque et belge, née le 22 octobre 1985 à Mol en Belgique.
Elle est née et a grandi dans une famille turque en Belgique dans la ville de Mol.
Après avoir participé au concours Idool 2003 en 2003, Hadise a commencé les préparatifs de son premier album lorsqu'elle a reçu une offre d'album. Elle s'est fait connaître en Belgique et en Turquie avec la chanson Stir Me Up de son premier album studio Sweat, sorti en 2005. Après que la presse turque s'est intéressée à elle, elle a concentré sa carrière en Turquie.

## Discographie

### Albums
- 2003 : Sweat
- 2008 : Hadise
- 2009 : Fast Life
- 2011 : Aşk Kaç Beden Giyer?
- 2014 : Tavsiye
- 2017 : Şampiyon

### Singles
- 2004 : Sweat
- 2005 : Stir Me Up
- 2005 : Milk Chocolate Girl
- 2006 : Bad Boy
- 2007 : A Good Kiss
- 2008 : My Body
- 2008 : Deli Oğlan
- 2008 : Aşkkolik
- 2009 : Düm Tek Tek
- 2009 : Evlenmeliyiz
- 2009 : Fast Life
- 2010 : Kahraman
- 2011 : Superman
- 2011 : Aşk Kaç Beden Giyer?
- 2012 : Mesajımı Almıştır O
- 2012 : Biz Burdayız
- 2013 : Visal
- 2014 : Nerdesin Aşkım
- 2014 : Prenses
- 2015 : Yaz Günü
- 2017 : Sıfır Tolerans
- 2018 : Farkımız Var
- 2019 : Aşk Dediğin
- 2019 : Geliyorum Yanına